# Andrzej Bogucki
Andrzej Bogucki (n. 11 de noviembre de 1904 en Varsovia, Mazovia - f. 29 de julio de 1978 en Varsovia, Mazovia) fue un actor, cantante de ópera y cantautor polaco. Con frecuencia le solían llamar "El Caballero Polaco".
Estuvo casado con Janina Godlewska-Bogucka. Ambos se hicieron conocidos por ayudar a buscar refugio al pianista judío Władysław Szpilman durante la invasión alemana de Polonia. La vida de Szpilman, así como el de la pareja quedó retratada en el film de 2002 El Pianista.
Aunque residió la mayor parte de su vida en su ciudad natal, también estuvo en otras localidades. Su residencia se encuentra en el barrio de Mariensztat, donde vivió hasta su fallecimiento. Posteriormente sería enterrado en el cementerio Powązki, al oeste de la ciudad.
Fue galardonado al Orden Polonia Restituta por su trayectoria artística y su labor durante la II Guerra Mundial. En 1978 fue reconocido junto a su mujer [viuda en aquel año] como Justos entre las Naciones, galardón que se les entrega a los ciudadanos no-judíos que auxiliaron a los judíos perseguidos durante el nazismo.

## Biografía

### Primeros años
Bogucki nació en el seno de una familia de actores teatrales. Fue hijo de Stanisław Bogucki y Roża Bogucka-Rapacka. Su abuelo fue Wincenty Rapacki, conocido actor.
Asistió a la escuela cadete de oficiales de Grudziądz donde se formaría como Oficial de Caballería. Mientras asistía a la escuela, participó en varias competiciones ecuestres hasta que pasó a formar parte del ejército polaco. Posteriormente serviría en el séptimo Regimiento de Caballería en Mińsk Mazowiecki hasta 1929 cuando fue relevado por problemas de salud.
Ese mismo empezaría a interpretar en los escenarios debutantes siendo el primer paso para convertirse en actor profesional.

### II Guerra Mundial
En 1931 hizo su debut con la obra cabaretera ...a Banda śmieje się. Dos años después participaría en la película Jego ekselencja subiekt. Sin embargo, la ocupación nazi en Polonia supuso el fin de su carrera hasta el final de la guerra.
En aquellos años, Bogucki y su mujer pasaron a ser miembros de Armia Krajowa con el objetivo de combatir al nazismo en el país. En febrero de 1944 movieron unos hilos para ayudar al músico y amigo: Władysław Szpilman, el cual trabajaba como esclavo junto con otros judíos en el gueto de Varsovia. A sabiendas de que los alemanes pretendían deportar a la comunidad judía polaca a campos de exterminio (como Treblinka), conseguiría escapar y esconderse en la "zona aria".
Los tres sobrevivieron al final de la guerra y volvieron a retomar sus respectivas carreras. Uno de los trabajos destacados por Szpilman tras la postguerra fue Czerwony autobus, tema interpretado por Andrzej y Janina en los años 50.

## Trayectoria profesional

### Teatro
En 1930 actuó en el Teatro Polaco de Varsovia durante tres años. A nivel nacional actuó en Łodź y Cracovia.
Al finalizar la II Guerra Mundial, regresó a los escenarios, esta vez en el Teatro del Ejército, Łodź hasta 1947, año en el que empezó a actuar para varios teatros, entre los que se incluye el Nacional donde estuvo activo hasta su fallecimiento en 1978.

### Como cantante
En 1931 empezaría su carrera como cantante en el teatro Banda donde estuvo hasta 1932. Su distinguida voz le brindó parte de su popularidad como actor.
En 1945 continuaría componiendo temas musicales, los cuales llegaron a ser hits en las radios de Polonia.
Aparte de su carrera musical e interpretativa, estuvo trabajando durante varios años en Polskie Radio.